# Élections générales anglaises de 1689
 (juin 2017).
Les élections générales anglaises de 1689 se sont déroulées en Angleterre en 1689. Ces élections sont remportées par le parti whig[réf. nécessaire].